# Kristian Tambs
Kristian Tambs (25 de maio de 1951 - 13 de junho de 2017) foi um psicólogo norueguês.
Doutorado na Universidade de Oslo em 1989, foi pós-doutourado na Virginia Commonwealth University até 1991, quando foi contratado pelo Instituto Norueguês de Saúde Pública. Ele era membro da Academia Norueguesa de Ciências e Letras.